# Campionati europei di cricket T10 maschile 2024
I Campionati europei di cricket T10 maschile 2024 si sono svolti dal 15 al 19 ottobre a Cártama, in Spagna: al torneo hanno partecipato cinque squadre. 

## Regolamento

### Formula
La formula ha previsto:
- Fase a gironi, disputata con girone all'italiana: la prima è la seconda classificata accedono  all'elimination 2 e la terza e la quarta classificata all'elimination 1

## Qualificazioni
Le nazionali qualificate al torneo sono state:
| Metodo di qualificazione | Posti | Squadre     |
| ------------------------ | ----- | ----------- |
| Campione uscente         | 1     | Inghilterra |
| Gruppo A                 | 1     | Scozia      |
| Gruppo B                 | 1     | Germania    |
| Gruppo C                 | 1     | Spagna      |
| Gruppo D                 | 1     | Paesi Bassi |
| Totale                   | 5     |             |

## Torneo

### Fase a gironi

#### Risultati
| 15 ottobre 2024 Cartama Oval, Cártama | Scozia      | 171/4 — 172/2 | Germania    | Germania vince di 8 wickets     |
| 15 ottobre 2024 Cartama Oval, Cártama | Spagna      | 144/5 — 147/2 | Inghilterra | Inghilterra vince di 8 wickets  |
| 15 ottobre 2024 Cartama Oval, Cártama | Germania    | Abbandonata   | Paesi Bassi | Partita abbandonata per pioggia |
| 15 ottobre 2024 Cartama Oval, Cártama | Scozia      | Abbandonata   | Inghilterra | Partita abbandonata per pioggia |
| 15 ottobre 2024 Cartama Oval, Cártama | Paesi Bassi | Abbandonata   | Spagna      | Partita abbandonata per pioggia |
| 16 ottobre 2024 Cartama Oval, Cártama | Inghilterra | Abbandonata   | Spagna      | Partita abbandonata per pioggia |
| 16 ottobre 2024 Cartama Oval, Cártama | Paesi Bassi | Abbandonata   | Scozia      | Partita abbandonata per pioggia |
| 16 ottobre 2024 Cartama Oval, Cártama | Germania    | Abbandonata   | Inghilterra | Partita abbandonata per pioggia |
| 16 ottobre 2024 Cartama Oval, Cártama | Scozia      | 121/8 - 124/3 | Spagna      | Spagna vince di 7 wickets       |
| 16 ottobre 2024 Cartama Oval, Cártama | Paesi Bassi | 156/6-195/3   | Germania    | Germania vince di 39 runs       |
| 17 ottobre 2024 Cartama Oval, Cártama | Scozia      | 138/7-147/8   | Paesi Bassi | Paesi Bassi vince di 9 runs     |
| 17 ottobre 2024 Cartama Oval, Cártama | Inghilterra | 101/1-96/9    | Germania    | Inghilterra vince di 9 wickets  |
| 17 ottobre 2024 Cartama Oval, Cártama | Spagna      | 146/4-187/2   | Scozia      | Scozia vince di 41 runs         |
| 17 ottobre 2024 Cartama Oval, Cártama | Paesi Bassi | 189/4-169/4   | Inghilterra | Paesi Bassi vince di 20 runs    |
| 17 ottobre 2024 Cartama Oval, Cártama | Germania    | 154/3-151/3   | Spagna      | Germania vince di 3 runs        |
| 18 ottobre 2024 Cartama Oval, Cártama | Spagna      | 84-196/6      | Paesi Bassi | Paesi Bassi vince di 112 runs   |
| 18 ottobre 2024 Cartama Oval, Cártama | Inghilterra | 137/2-136/1   | Scozia      | Inghilterra vince di 8 wickets  |
| 18 ottobre 2024 Cartama Oval, Cártama | Spagna      | 163/5-148/5   | Germania    | Spagna vince di 15 runs         |
| 18 ottobre 2024 Cartama Oval, Cártama | Inghilterra | 135/7-102/7   | Paesi Bassi | Inghilterra vince di 33 runs    |
| 18 ottobre 2024 Cartama Oval, Cártama | Germania    | 105/6-107/2   | Scozia      | Scozia vince di 8 wickets       |

#### Classifica
| Pos. | Squadra     | Pt | G | V | P | N/R | NRR    |
| ---- | ----------- | -- | - | - | - | --- | ------ |
| 1.   | Inghilterra | 21 | 8 | 4 | 1 | 3   | +3.743 |
| 2.   | Paesi Bassi | 16 | 8 | 3 | 2 | 3   | +1.380 |
| 3.   | Germania    | 15 | 8 | 3 | 3 | 2   | -0.684 |
| 4.   | Scozia      | 13 | 8 | 2 | 4 | 2   | -1.196 |
| 5.   | Spagna      | 13 | 8 | 2 | 4 | 2   | -2.357 |

      Qualificata in qualifier 1
      Qualificata all'eliminator

### Fase a eliminazione diretta

#### Qualificator 1
| 19 ottobre 2024 Cartama Oval, Cártama | Paesi Bassi | 147/5-150/3 | Inghilterra | Inghilterra vince di 7 wickets |

#### Torneo principale
|  | Play-off | Play-off | Play-off |             |       | Semifinali  | Semifinali | Semifinali |  |  | Finale | Finale | Finale |  |
|  |          |          |          |             |       |             |            |            |  |  |        |        |        |  |
|  |          |          |          |             |       | 4           | Scozia     | 129/9      |  |  |        |        |        |  |
|  |          |          |          |             |       | 4           | Scozia     | 129/9      |  |  |        |        |        |  |
|  |          |          | 2        | Paesi Bassi | 193/4 |             |            |            |  |  |        |        |        |  |
|  | 3        | Germania | 2        | Paesi Bassi | 193/4 | 154/7       |            |            |  |  |        |        |        |  |
|  | 3        | Germania |          |             |       |             |            |            |  |  |        |        |        |  |
|  | 4        | Scozia   | 167/6    |             |       |             |            |            |  |  |        |        |        |  |
|  | 4        | Scozia   | 167/6    |             | 2     | Paesi Bassi | 145/8      |            |  |  |        |        |        |  |
|  |          |          |          |             |       |             |            |            |  |  |        |        |        |  |
|  |          |          | 1        | Inghilterra | 159/3 |             |            |            |  |  |        |        |        |  |

##### Risultati fase eliminazione diretta
| 19 ottobre 2024 Cartama Oval, Cártama | Germania    | 154/7-167/6 | Scozia      | Scozia vince di 13 runs      |
| 19 ottobre 2024 Cartama Oval, Cártama | Paesi Bassi | 193/4-129/9 | Scozia      | Paesi Bassi vince di 64 runs |
| 19 ottobre 2024 Cartama Oval, Cártama | Inghilterra | 159/3-145/8 | Paesi Bassi | Inghilterra vince di 14 runs |

## Classifica finale
| Pos | Squadra     |
| --- | ----------- |
|     | Inghilterra |
|     | Paesi Bassi |
|     | Scozia      |
| 4.  | Germania    |
| 5.  | Spagna      |